# Paritätsgesetz
Ein Paritätsgesetz (oder auch Parité-Gesetz) ist ein Wahlgesetz, das nur Parteien mit quotierten Listen an Wahlen teilnehmen lässt. Typischerweise geht es dabei um die paritätische Vergabe von Abgeordnetenmandaten nach Geschlecht der Kandidaten. Solche Gesetze verpflichten Parteien beispielsweise, auf ihren Wahllisten abwechselnd Frauen und Männer aufzustellen.
In Europa haben Belgien, Frankreich, Portugal, Spanien und Slowenien gesetzliche Geschlechterquoten für Kandidatenlisten, jeweils zwischen 40 Prozent und 50 Prozent. In Deutschland wurden die im Land Brandenburg und Freistaat Thüringen unternommenen Versuche, ein derartiges Gesetz zu beschließen, von den dortigen Landesverfassungsgerichten für verfassungswidrig erklärt. Viele Parteien haben freiwillige Kandidatenquoten bei der parteiinternen Kandidatenaufstellung beschlossen.

## Deutschland
Hintergrund der Forderung nach Paritätsgesetzen ist, dass regelmäßig weit weniger als die Hälfte der Mitglieder der deutschen Parlamente Frauen sind, obwohl diese über 50 % der Bevölkerung ausmachen. Für die entsprechenden Anteile siehe Liste von Frauenanteilen in der Berufswelt#Fraktionen im Bundestag. Dies sehen Befürworter eines Parité-Gesetzes als Ergebnis einer Benachteiligung von Frauen bei der Vergabe politischer Ämter. Kritiker von Paritätsgesetzen entgegnen, dass Frauen im Durchschnitt lediglich 25–30 % der Basismitglieder aller Parteien ausmachen. Die Anteile der weiblichen Abgeordneten läge daher z. T. sehr erheblich über den Anteilen weiblicher Mitglieder der Parteien. Dennoch liegt der Frauenanteil unter den Abgeordneten der deutschen Parlamente aktuell zwischen 21 und 40 % (19. Deutschen Bundestages: etwa 31 %).
Der brandenburgische Landtag hatte sein Wahlrecht für die übernächste Landtagswahl entsprechend geändert. In Brandenburg hätten fortan jeweils die Hälfte der Listenplätze an Frauen und die andere an Männer vergeben werden müssen. Piratenpartei, NPD, AfD und eine Privatperson hatten verfassungsgerichtliche Verfahren gegen das Gesetz angestrengt. Die Verfahren waren erfolgreich, das Gesetz wurde vom Verfassungsgericht des Landes Brandenburg einstimmig für verfassungswidrig erklärt.
Am 5. Juli 2019 beschloss auch der Thüringer Landtag ein entsprechendes Paritätsgesetz zur quotierten Besetzung von Wahllisten, das im Juli 2020 vom Thüringer Verfassungsgerichtshof ebenfalls für nichtig erklärt wurde.
Das Bundesverfassungsgericht setzte sich mit einem Anspruch auf paritätische Ausgestaltung des Wahlvorschlagsrechts bei der Wahl zum Deutschen Bundestag auseinander, ohne jedoch in der Sache über die verfassungsrechtliche Zulässigkeit einer solchen Regelung abschließend befunden zu haben.

### Verfassungsrechtliche Bewertung
Mit Paritätsgesetzen einhergehende Wahlrechtsänderung, so wie entsprechende Überlegungen für andere Parlamente werden stark kritisiert. Grund hierfür sind vielfältige, teils schwerwiegende verfassungsrechtliche Bedenken. Auch der parlamentarische Beratungsdienst des Landtages von Brandenburg sowie der Wissenschaftliche Dienst im Thüringer Landtag hatten zuvor in gutachterlichen Stellungnahmen festgestellt, dass ein Parité-Gesetz nicht mit dem Grundgesetz vereinbar sei.

#### Freiheit der Wahl und Freiheit der Parteien
Wesentliche Argumente gegen ein Parité-Gesetz sind die Freiheit der Wahl und die Freiheit der Parteien. Ein entsprechendes Gesetz kann, je nach konkreter wahlrechtlicher Ausgestaltung, das Wahlrecht der Wähler erheblich einschränken. Den Wählern wäre beispielsweise die Möglichkeit genommen, den aus ihrer Sicht besten Kandidaten zu wählen, wenn dieser ein „unpassendes“ Geschlecht hat. Auch die Entscheidung, ein Parlament bewusst mit beispielsweise 70 % Männern oder Frauen zu besetzen, wäre unmöglich. Hierin könnte insbesondere ein Verstoß gegen Art. 38 Abs. 1 GG liegen.
Gleichzeitig wird in die Freiheit der Parteien nach Art. 21 Abs. 1 GG eingegriffen. Diese könnten durch ein entsprechendes Gesetz die Wahllisten nicht mehr frei besetzen. Beispielsweise wäre eine „Frauen-Partei“ gezwungen, 50 % ihrer Plätze mit Männern zu besetzen, obwohl vielleicht (beinahe) alle Mitglieder der Partei Frauen wären.

#### Starrer Bezug auf das Geschlecht
Auch wird kritisiert, dass durch ein entsprechendes Gesetz das Geschlecht eine unnötig große Bedeutung erhalte. Dies wird gerade auch an Grenzfällen intersexueller Menschen deutlich. Nach den Regelungen des brandenburgischen Landtages können diese sich selbst einer Liste zuordnen. Hierdurch besteht für diese natürlich auch die Möglichkeit, die Sitzverteilung bewusst zu Ungunsten eines Geschlechts zu verschieben, indem sie sich dieser Liste zuordnen. In Zweifelsfällen müssten Gerichte über das Geschlecht eines Kandidaten oder einer Kandidatin entscheiden und diese zuordnen. Die Aufstellung der Wahllisten und die anschließende Wahl droht durch all dies erheblich an Unmittelbarkeit und Freiheit zu verlieren.

#### Repräsentationsprinzip
Des Weiteren ließen sich Parité-Gesetze nicht mit dem grundgesetzlichen Repräsentationsprinzip (Art. 20 Abs. 2, Art. 38 Abs. 1 GG) vereinbaren. Das Repräsentationsprinzip des Grundgesetzes wolle eine Vertretung des Staatsvolkes als Einheit leisten, nicht etwa eine Vertretung einzelner Gruppen oder Partikularinteressen. Für eine zureichende Repräsentation des gesamten Staatsvolkes in diesem Sinne sei gerade nicht erforderlich, dass sämtliche zu repräsentierenden Gruppen oder Partikularinteressen im Parlament durch einzelne Mandatsträger verkörpert wären. Es sei geradezu Kennzeichen moderner parlamentarischer Demokratie, dass ein auf der Basis des allgemeinen, gleichen und freien Wahlrechts gewähltes Parlament nicht einzelne Bevölkerungsgruppen, sondern das Staatsvolk in seiner Gesamtheit repräsentiere. Gerade die Repräsentation des Staatsvolkes als Einheit beruhe auf der Anerkennung der Individualität eines jeden Einzelnen, dessen politische Präferenzen sich nicht als Summe soziologischer Gruppenzugehörigkeiten ausrechnen lasse.

#### Direktmandate
Ein weiteres Problem könnte die Benachteiligung von kleineren Parteien sein. Würden die Wahllisten paritätisch besetzt, hätte dies noch keinen Einfluss auf die Vergabe der Direktmandate. Die Direktkandidaten der Wahlkreise werden durch die jeweilige Parteigliederung direkt gewählt. Hier werden sehr viel häufiger Männer als Kandidaten gewählt, insbesondere bei den Parteien, die eine große Zahl an Direktmandaten gewinnen. Bei der Bundestagswahl 2017 beispielsweise gewannen CDU und CSU 231 der 299 Direktmandate. Damit entfällt ein absoluter Großteil der 246 Mandate von CDU/CSU auf Direktkandidaten. Ohne einen zusätzlichen paritätischen Eingriff in die Besetzung der Wahlkreiskandidaten wären große Parteien, die überproportional häufig Direktmandate gewinnen, nicht gleichsam von einer Quote betroffen. Ein Eingriff in die Aufstellung und Wahl der Direktkandidaten der Wahlkreise ist allerdings aufgrund der großen unmittelbaren persönlichen demokratischen Legitimation in der jeweiligen Parteigliederung und dem Wahlkreis besonders intensiv und problematisch (s. o. Freiheit der Wahl).

#### Weitere Quoten
Zudem wird kritisiert, die Einführung einer Geschlechterquote würde Forderungen nach weiteren Quoten nach sich ziehen, beispielsweise die Einführung einer Quote für Menschen aus den Neuen Bundesländern. Das Parlament würde dadurch zu einer Interessengruppenvertretung. Jeder Abgeordnete sei aber Repräsentant des ganzen Volkes (Art 38 Abs. 1 GG), nicht nur einer bestimmten Gruppe. Hierin wird eine Rückkehr vom Grundsatz von der Einheit und Gleichheit des Volkes als Souverän zurück zum Ständewesen des 19. Jahrhunderts gesehen.

#### Rechtfertigung
Die Befürworter eines Parité-Gesetzes sehen in Art. 3 Abs. 2 GG eine mögliche Rechtfertigung für die oben dargestellten Eingriffe in Artt. 21 und 38 GG. Art. 3 Abs. 2 GG fordert ein aktives Entgegenwirken des Staates gegen bestehende Nachteile zwischen Frauen und Männern. Der im Verhältnis zum Anteil an der Bevölkerung geringe Anteil von Frauen in den Parlamenten sei ein entsprechender Nachteil und müsse durch den Staat mit den Mitteln des Wahlrechts beseitigt werden.
Unabhängig von der Frage, wie eine Abwägung zwischen den widerstreitenden Verfassungsgütern ausfallen würde, ist allerdings bereits fraglich, ob überhaupt ein Nachteil im Sinne von Art. 3 Abs. 2 GG besteht. Denn die Abgeordneten werden nicht durch das Deutsche Volk, sondern durch die Parteien entsendet. Dabei sind in Deutschland etwa 1,1 Millionen Menschen Mitglied einer der im Bundestag vertretenen Parteien; darunter aber nur 326.000 Frauen. Das entspricht einem Anteil von etwa 29,5 %. Mit etwa 31 % sind Frauen im aktuellen Bundestag also leicht überrepräsentiert. Dabei steht die Parteimitgliedschaft unabhängig von Vermögen, Kontakten und anderen Ressourcen Männern wie Frauen gleichermaßen offen. Zu einem entsprechenden Schluss kam auch das Gutachten des Parlamentarischen Beratungsdienstes des brandenburgischen Landtages für die dortige Wahlrechtsänderung.

#### Ergebnis
Unter Juristen gelten entsprechende Vorhaben jedenfalls weitestgehend als verfassungswidrig. In Deutschland haben zudem bisher drei Landesverfassungsgerichte (Bayern, Thüringen, Brandenburg) über die Rechtmäßigkeit entsprechender Vorhaben entschieden. Alle drei Gerichte haben die Verfassungswidrigkeit festgestellt. Einige Stimmen allerdings halten entsprechende Regelungen im Falle einer entsprechenden Verfassungsänderung für möglich. Andere verfassungsrechtliche Stellungnahmen sehen hierdurch den Kernbereich des Demokratieprinzips verletzt und halten auch entsprechende Grundgesetzänderungen aufgrund der Ewigkeitsgarantie aus Art. 79 Abs. 3 GG für unzulässig.

### Rechtsprechung

#### Bayern
In einer Popularklage forderten 153 Antragsteller, darunter Vereine und Verbände, die Einführung eines Paritätsgesetzes in Bayern für Landtags- und Kommunalwahlen. Der Bayerische Verfassungsgerichtshof wies die Anträge am 26. März 2018 ab. Die Begründung stellte fest: „Ein Anspruch auf geschlechterproportionale Besetzung des Landtags oder kommunaler Vertretungskörperschaften und entsprechend von Kandidatenlisten lässt sich dem Demokratieprinzip (Art. 2, 4 und 5 BV) nicht entnehmen.“ Das Parlament müsse kein möglichst genaues Spiegelbild der Bevölkerung darstellen.
Auch das in Art. 118 Abs. 2 Satz 2 BV normierte Prinzip der „Herstellung der tatsächlichen Gleichberechtigung von Frauen und Männern“ räume dem Gesetzgeber hinsichtlich des Förderauftrags zur Herstellung der tatsächlichen Gleichberechtigung von Frauen und Männern einen weiten Gestaltungsspielraum ein. Der Grundsatz der Wahlgleichheit und das grundsätzliche Verbot geschlechtsspezifischer Differenzierung insbesondere die Programm-, Organisations- und Wahlvorschlagsfreiheit der Parteien spräche gegen verpflichtende paritätische Vorgaben.

#### Verfassungswidrigkeit in Thüringen
In Thüringen wurden die Frage nach der Verfassungsmäßigkeit eines Paritätsgesetzes erstmals verfassungsgerichtlich geklärt. Der Thüringer Verfassungsgerichtshof entschied am 15. Juli 2020 (VerfGH 2/20), dass das dortige Paritätsgesetz gegen die demokratischen Grundprinzipien der Wahlgleichheit und der freien Wahl verstoße. Zu dieser gehöre auch das Recht des Wählers, mehr Frauen oder mehr Männer ins Parlament schicken zu wollen.

#### Verfassungswidrigkeit in Brandenburg
In Brandenburg stellte das Verfassungsgericht des Landes Brandenburg am 23. Oktober 2020 einstimmig die Verfassungswidrigkeit des brandenburgischen Paritätsgesetzes fest. Das Paritätsgesetz greife in die Wahlvorschlagsfreiheit der Parteien ein, die passive Wahlrechtsgleichheit sei beeinträchtigt und das Recht auf Chancengleichheit der Parteien werde verletzt.

#### Entscheidung des Bundesverfassungsgerichts
Im Rahmen einer Wahlprüfungsbeschwerde hatte das Bundesverfassungsgericht über einen Anspruch auf paritätische Ausgestaltung des Wahlvorschlagsrechts bei der Wahl zum Deutschen Bundestag zu entscheiden. Die bisherigen verfassungsrechtlichen Bedenken, die durch die einzelnen Landesverfassungsgerichte geäußert wurden, teilte das Bundesverfassungsgericht. Der begehrte Anspruch bestehe nicht. Darin liege aber keine Entscheidung über die Verfassungsmäßigkeit einer möglicherweise zukünftig vom Gesetzgeber verabschiedeten Paritätsregelung.

## Frankreich
Anfang der 1980er Jahre wurde in Frankreich ein erstes Paritätsgesetz eingeführt, das für Kommunalwahlen eine Frauenquote von 25 % vorsah. 1982 entschied der Conseil constitutionnel, dass diese Regelung verfassungswidrig sei. Ein Paritäts- oder „Parité“-Gesetz besteht in Frankreich seit dem Jahr 2000. Um den Weg für das „Parité“-Gesetz freizumachen, musste zuerst die französische Verfassung geändert werden. Dazu wurden im Juli 1999 zwei Ergänzungen in die Verfassung der V. Republik vom 4. Oktober 1958 durch ein verfassungsänderndes Gesetz aufgenommen. Art. 3 der Verfassung sieht nunmehr vor: „Das Gesetz fördert den gleichen Zugang von Frauen und Männern zu Wahlmandaten und Wahlämtern.“ Die Verfassung ermächtigt damit den einfachen Gesetzgeber, entweder Quoten vorzusehen oder die absolute Parität zwischen den Geschlechtern vorzuschreiben.
Die zweite Ergänzung betrifft Art. 4 der Verfassung und bestimmt, dass „die Parteien und politischen Gruppierungen zur Anwendung dieses Prinzips beitragen“. Parteien und politische Gruppierungen, die sich im Wesentlichen staatlicher Finanzierung erfreuen, sind damit verfassungsrechtlich verpflichtet, das Paritätsprinzip zu verwirklichen. Der strikte Wechsel zwischen Frau und Mann ist vorgeschrieben. Die Listen, die die vorgeschriebene Parität nicht respektieren, werden nicht registriert und sind damit nicht zugelassen. Dies folgt aus dem Wahlgesetz („Code électoral“) in der Fassung des Paritäts-Gesetzes. Zugleich erhalten Parteien weniger Geld, wenn sie die gesetzlichen Vorgaben nach einer Frauenquote innerhalb ihrer Fraktionen nicht einhalten. Teilweise verzichten Parteien auf die Geldzahlungen, um Männer aufstellen zu können, die regelmäßig bei Wahlen erfolgreicher abschneiden.

## Österreich
Für die Politik bestehen teilweise freiwillige Selbstverpflichtungen der Parteien, den Anteil von Frauen zu erhöhen. Im Juli 2019 wurde auf Basis des Klubfinanzierungsgesetzes ein finanzieller Bonus für einen höheren Frauenanteil in den Parlamentsklubs eingeführt.
Bis 1986 lag der Frauenanteil im österreichischen Nationalrat immer unter 10 %.